# Vidas Cruzadas (1965)
Vidas Cruzadas é uma telenovela brasileira produzida pela extinta TV Excelsior e exibida de 19 de abril a 26 de junho de 1965 no horário das 19h30, totalizando 60 capítulos. Foi escrita por Ivani Ribeiro e dirigida por Walter Avancini.

## Trama
Henrique Varela é um bandido perseguido pela polícia, que assume a identidade e a personalidade de um sósia seu, Bruno Vieira, morto num acidente. Henrique vai morar na casa de Bruno, passando-se por ele perante a todos de sua família. Só que o lar está em total desajuste. 

## Elenco
| Ator/Atriz        | Personagem                   |
| ----------------- | ---------------------------- |
| Carlos Zara       | Henrique Varela/Bruno Vieira |
| Irina Grecco      | Nina                         |
| Márcia Real       | Andréa                       |
| Geraldo Del Rey   | Marcelo                      |
| Fernando Baleroni | Rodolfo                      |
| Célia Coutinho    | Paula                        |
| Riva Nimitz       | Irene                        |
| Henrique César    | Secretário de Bruno          |
| Odavlas Petti     | Ivan                         |
| Lucy Rangel       | Madô                         |
| Ivonete Vieira    |                              |
| Marcelo Marne     |                              |
| Betinha           |                              |
| Claudete Troiano  |                              |
| Moacyr Franco     | Antônio                      |